# Universal Carrier
Universal Carrier (в переводе с англ. — «Универсальный транспортёр») — британский лёгкий многоцелевой бронетранспортёр 1930-х годов и периода Второй мировой войны.

## История
Создан фирмой Vickers-Armstrong в 1934—1936 годах в инициативном порядке и предназначался на роль носителя различных вооружений, прежде всего пулемётов, один из которых дал машине её распространённое имя.
Первые две машины для английской армии закупили в 1935 году, серийное производство Universal Carrier продолжалось с 1936 по 1945 год, при этом уже в 1937—1938 годах по результатам эксплуатации в войсках в конструкцию бронемашины были внесены изменения.
В сентябре 1938 года поступившие в войска вооружённые пулемётом «Брен» бронемашины Universal Carrier были представлены публике и журналистам на бригадных учениях английской армии. В ходе учений, машины продемонстрировали высокую манёвренность и способность успешно преодолевать плетни и густые заросли кустарника.
Universal Carrier был основным бронетранспортёром Великобритании и стран Содружества во Второй мировой войне и использовался в самых разных ролях — бронетранспортёра пехотных подразделений, носителя вооружений, подвозчика боеприпасов, артиллерийского тягача, разведывательной машины и других. Значительное количество машин также было в ходе войны поставлено европейским союзникам Великобритании.
В начале декабря 1942 года несколько австралийских «Bren carrier» прибыли на Новую Гвинею, где вместе с пехотой США участвовали в боях против японских войск, но быстро были уничтожены. По результатам их боевого применения командование армии США отметило, что в условиях тропических джунглей бронемашины этого типа малоэффективны, так как густая растительность позволяла солдатам противника с близкого расстояния расстреливать экипаж или забрасывать гранаты в открытое сверху боевое отделение.
После войны Universal Carrier оставался на вооружении Великобритании вплоть до 1950-х годов и применялся в Корейской войне, а также поставлялся в ряд других стран, в некоторых из которых он был снят с вооружения только в 1960-е годы.

## Производство
Всего было выпущено порядка 90 тысяч бронетранспортёров этого типа, что сделало его одним из самых массовых образцов бронетехники в истории.
В Великобритании выпускался несколькими компаниями, среди них Ford Великобритании. К 1945 производство составило примерно 57 тысяч всех вариантов. Кроме того, Universal Carrier производился в Канаде (29 тыс.), в Австралии (около 5 тыс.), Новой Зеландии (около 1.3 тыс.) и в США (около 20 тыс., не считая T16).
Несмотря на большой недостаток — недостаточную огневую мощь, БТРы Universal Carrier применялись для задач разведки и боевого охранения.

## Варианты и модификации
- Bren Carrier (англ. «носитель «Брена») — основной вариант, в качестве вооружения установлен 7,71-мм пулемёт Bren[3]
- Wasp — самоходный огнемёт[3]
- 3 inch Mortar Carrier (Aust) — самоходный 76,2 мм миномёт (выпускался в Австралии)
- 2-pounder Anti-tank Gun Carrier (Aust) — Universal Carrier, вооружённый британским 40-мм орудием QF 2 pounder (выпускался в Австралии)
- T16 — модифицированный вариант (с четырьмя катками и двигателем Форд Меркьюри), который выпускался в США компанией «Ford»
- Munitionschlepper Bren (e) — трофейный Universal Carrier, c 1940 года использовавшийся вермахтом в качестве транспортёра боеприпасов (без внесения каких-либо изменений в конструкцию)[6]
- Munitionschlepper Bren mit MG.08 (e) — трофейный Bren Carrier, на котором вместо пулемета «брен» был установлен 7,92-мм станковый пулемёт MG 08. Использовался вермахтом с 1941 года[6]
- 3.7 cm PAK 35/36 auf Sfl. Bren (e) — 37-мм противотанковая пушка обр. 1935/36 года на шасси Universal Carrier[7], некоторое количество изготовлено в 1941 году[6]
- Schneeschafel auf Sfl. Bren (e) — трофейный Universal Carrier, оснащённый бульдозерным ножом. Некоторое количество переоборудовано и передано люфтваффе в 1941 году, предназначались для расчистки аэродромов от снега[6]
- Feld Ladungstraeger Bren (e) — дистанционно управляемая машина для транспортировки заряда взрывчатки с возможностью дистанционного подрыва заряда. Разработан в 1942 году[6]
- «Praying Mantis» — экспериментальный прототип 1943—1944 гг., в которой пулемётчик находился в кабине с подъемником (что должно было обеспечить возможность ведения огня над препятствиями), серийно не выпускался. Один прототип находится в музее бронетанковой техники в Бовингтоне, ещё один — в Национальном военном музее в г. Сустеберг[8]

В декабре 1943 года ГАБТУ РККА приказало заменить вооружение на оставшихся в войсках Universal Carrier, в соответствии с которым английские 7,71-мм пулемёты «Брэн» и 13,9-мм противотанковые ружья «Бойс» заменяли на советские 7,62-мм пулемёты ДТ и 14,5-мм противотанковые ружья.

## Эксплуатация и боевое применение
- Великобритания — состоял на вооружении британской армии, поставлялся в доминионы и колонии[1]
- Австралия[4]
- нацистская Германия — значительное количество трофейных машин использовалось в ходе Второй мировой войны в различных модификациях[6]
- СССР — вопрос о возможности отправки в СССР партии танкеток «Bren Carrier» по программе ленд-лиза был вынесен на рассмотрение 29 сентября 1941 года[10], 1 октября 1941 года решение о поставке из Великобритании в СССР партии трёхтонных пулемётных танкеток (с пулемётами) было утверждено[11]. Исходя из фотографии размещённой в газете «Красная звезда» № 275 от 22 ноября 1941 г., к этому времени данный БТР уже поступил в действующую армию (в частности на него уже нанесён зимний камуфляж) и использовался вместе с танками «Валентайн»[12].
- Китайская Республика — поставлялись по программе ленд-лиза
- Югославия — в ходе захвата Греции в апреле 1941 года в распоряжении немецких войск оказалась техника британского экспедиционного корпуса (в том числе, некоторое количество танкеток Bren Carrier). В ходе боевых действий против немецких войск группы армий «E» в 1945 году по меньшей мере одна трофейная танкетка этого типа была захвачена в исправном состоянии, она была вооружена пулемётом MG-34 и использовалась НОАЮ[13]

|            | Поступило | Списано | Наличие |
| ---------- | --------- | ------- | ------- |
| 1.I.1944   | 1636      | 1152    | 484     |
| 1.VII.1944 | 344       | 34      | 794     |
| 1.I.1945   | 7         | 14      | 787     |
| 1.VI.1945  | 16        | 40      | 763     |

К 1 июня 1945 года в РККА числилось 763 машины, из которых 458 были во фронтовых частях, 145 в военных округах и 160 на ремзаводах.
Из числа списанных следует исключить 51 машину, переданную Войску Польскому.

## Галерея
- Огнемётный Юниверсал керриер
- Universal Carrier в Бронетанковом музее в Кубинке
- Ходовая часть со сломанным балансиром, Ахмадабад, Индия